# Despacito
| Оценки критиков | Оценки критиков |
| Источник        | Оценка          |
| --------------- | --------------- |
| AllMusic        | Без оценки      |

«Despacito» (лат. исп. — «тихонечко», «не спеша») — песня пуэрто-риканского музыканта Луиса Фонси при участии вокалиста Дэдди Янки с десятого студийного альбома Vida, вышедшая 12 января 2017 года. В ремиксовой версии (при участии Джастина Бибера), вышедшей 17 апреля 2017 года, эта песня возглавила хит-парады США (Billboard Hot 100) и Великобритании (UK Singles Chart), что стало первым случаем для испаноязычной песни после 1996 года, когда хитом была песня «Macarena». После получения 6 000 000 000 просмотров клип был занесён в «Книгу рекордов Гиннесса» как самый популярный клип в истории YouTube, а также стал лидером среди видеоклипов YouTube по наибольшему числу лайков (более 54 млн на март 2025 года). Песня продержалась на вершине американского чарта «Billboard Hot 100» шестнадцать недель, тем самым повторив рекорд сингла певицы Мэрайи Кэри «One Sweet Day».

## История
«Despacito» стала доступна для цифрового скачивания 12 января 2017 года через Universal Music Latin. Релиз на физических носителях начался 30 апреля 2017 в Европе как 2-трековый сингл, включающий оригинальную и поп-версию.
Запись песни проходила в Майами (Флорида) в 2016 году. Песню продюсировали Mauricio Rengifo и Andrés Torres; второй из них известен по работам с Давидом Бисбалем и Рики Мартином. А первый продюсер (Rengifo) лучше известен как El Dandee из Колумбийского поп-дуэта Cali & El Dandee.

## Композиция
«Despacito» это песня, сочетающая стили латин-поп и реггетон с темпом 89 ударов в минуту.
Её неявные и со скрытым смыслом тексты касаются того, чтобы сексуальные отношения девушек и парней были гладкими и романтичными, что сильно затрудняет использование всяких аллегорий и их объяснение. Однако, сам Луис Фонси заявил, что некоторые строки свободны для интерпретации.

### Отзывы
Песня получила положительные отзывы музыкальных критиков и интернет-изданий: AXS, Dance-Charts, The Music Universe, E! News, Enstars, Rolling Stone, Billboard.

## Коммерческий успех
Песня стала мировым хитом. Сингл «Despacito» возглавил чарты 47 стран, в том числе, Австрии, Аргентины, Великобритании (UK Singles Chart), Венесуэлы, Германии, Италии, Колумбии, США, Франции, Чили, Швеции, Эквадора и многих других стран. Песня дебютировала на позиции № 1 в Испании 19 января 2017 года и получила золотой статус. Песня 26 недель находилась на первом месте в Испании.
В Великобритании песня трижды поднималась на первое место (всего 10 недель № 1), что ранее удавалось только четырём хитам за всю полувековую историю британского хит-парада. Это были «I Believe» (1953, Фрэнки Лэйн), «Singing The Blues» (1957, Гай Митчелл), «Happy» (2014, Фаррелл Уильямс) и «What Do You Mean?» (2015, Джастин Бибер).
В США песня дебютировала на позиции № 2 в чарте Hot Latin Songs, став высшим для Фонси достижением с июня 2009 года, когда его «Aquí Estoy Yo» возглавлял чарт. «Despacito» также стал для Фонси его первым чарттоппером в цифровом чарте US Latin Digital Songs chart (19 января 2017). В сумме это для Daddy Yankee это его 48-й хит в карьере и высший дебют в Hot Latin Songs. Сингл также дебютировал на позиции № 3 в US Latin Streaming Songs с 2,7 млн потоков (Spotify и YouTube), и на позиции № 19 в радиоэфирном чарте US Latin Airplay с 7,4 млн радиопроигрываний. Также он дебютировал на позиции № 88 в Billboard Hot 100, став для Фонси лишь третьим вхождением в этот основной американский хит-парад и седьмым для Дэдди Янки. Несколько недель спустя ремиксовая версия при участии Джастина Бибера достигла позиции № 1 в Hot 100, впервые в карьере Fonsi и Yankee, и в 5-й раз для Бибера. Также Бибер стал первым в истории исполнителем, который две недели подряд имел два разных чарттоппера в Billboard Hot 100.
Благодаря участию в ремиксовой версии Джастина Бибера эта песня стала первой испаноязычной песней, ставшей № 1 в Billboard Hot 100, впервые после мирового хита 1996 года «Macarena» в исполнении дуэта Los del Río.
Песня пробыла 56 недель на первом месте в чарте Hot Latin Songs, установив его новый рекорд.

### Цензура песни
В Малайзии песня запрещена к воспроизведению на правительственных радио- и телевизионных каналах из-за публичных жалоб мусульманских политических организаций страны на непристойную лексику. Запрет не распространяется на частные радиостанции и YouTube, а также на сервисы потоковой передачи музыки. Однако, этот запрет не касается ремикса композиции, записанный с участием канадского певца Джастина Бибера.

### Венесуэльская версия
23 июля 2017 года в Венесуэле песня прозвучала на публичном мероприятии президента Николаса Мадуро с изменёнными словами, призывая граждан участвовать в выборах в национальное учредительное собрание. В переделанном варианте, в частности, были слова «Потихоньку открой свои глаза и взгляни на свой народ». Данный шаг вызвал резкое возмущение соавторов и соисполнителей песни Луиса Фонси и Дэдди Янки. Так, Луис Фонси заявил, что не давал права использовать песню в политических целях. По словам Дэдди Янки, кража песни не идёт ни в какое сравнение с преступлениями, которые, по его словам, совершает и совершил Николас Мадуро в Венесуэле, назвав его режим диктаторским.

### Книга рекордов Гиннесса
«Despacito» был включён в издание 2019 года Книги рекордов Гиннесса за следующие 7 рекордов: наибольшее число недель на первом месте в чарте Hot Latin Songs журнала Billboard, наибольшее число лайков для видеоролика, наиболее просматриваемое музыкальное видео онлайн, наиболее просматриваемое видео на YouTube для дуэтов, первое видео на YouTube с 5 млрд просмотров, песня с наибольшим числом потоков-стримов в мире.

### Награды
«Despacito» была номинирована и получила несколько премий: Premios Juventud в категориях Perfect Combination и Best Song for Singing на 14-й ежегодной церемонии. Ремиксовая версия с Дж. Бибером была номинирована на 19-й ежегодной церемонии Teen Choice Awards, на которой кроме того, ещё Luis Fonsi и Daddy Yankee получили номинацию в категории Choice Latin Artist и номинирована на MTV Video Music Award. Также были три номинации на 3-ю премию Latin American Music Awards.
| Список наград и номинаций «Despacito» |                 |                                          | |           |               |
| Церемония                             | Дата            | Категория                                | Получатель | Результат | Ссылки        |
| American Music Awards                 | 19 ноября 2017  | Collaboration of the Year                | Luis Fonsi Daddy Yankee Джастин Бибер | Победа    | [ 50 ]        |
| American Music Awards                 | 19 ноября 2017  | Favorite Pop/Rock Song                   | Luis Fonsi Daddy Yankee Джастин Бибер | Победа    | [ 50 ]        |
| American Music Awards                 | 19 ноября 2017  | Video of the Year                        | Luis Fonsi Daddy Yankee | Номинация | [ 50 ]        |
| Billboard Music Awards                | 20 мая 2018     | Top Hot 100 Song                         | Luis Fonsi & Daddy Yankee при участии Justin Bieber | Победа    | [ 51 ]        |
| Billboard Music Awards                | 20 мая 2018     | Top Streaming Song (Audio)               | Luis Fonsi & Daddy Yankee при участии Justin Bieber | Номинация | [ 51 ]        |
| Billboard Music Awards                | 20 мая 2018     | Top Streaming Song (Video)               | Luis Fonsi & Daddy Yankee при участии Justin Bieber | Победа    | [ 51 ]        |
| Billboard Music Awards                | 20 мая 2018     | Top Selling Song                         | Luis Fonsi & Daddy Yankee при участии Justin Bieber | Победа    | [ 51 ]        |
| Billboard Music Awards                | 20 мая 2018     | Top Collaboration                        | Luis Fonsi & Daddy Yankee при участии Justin Bieber | Победа    | [ 51 ]        |
| Billboard Music Awards                | 20 мая 2018     | Top Latin Song                           | Luis Fonsi & Daddy Yankee при участии Justin Bieber | Победа    | [ 51 ]        |
| Billboard Latin Music Awards          | 26 апреля 2018  | Hot Latin Song of the Year               | Luis Fonsi & Daddy Yankee при участии Justin Bieber | Победа    | [ 52 ]        |
| Billboard Latin Music Awards          | 26 апреля 2018  | Hot Latin Song of the Year — Vocal Event | Luis Fonsi & Daddy Yankee при участии Justin Bieber | Победа    | [ 52 ]        |
| Billboard Latin Music Awards          | 26 апреля 2018  | Airplay Song of the Year                 | Luis Fonsi & Daddy Yankee при участии Justin Bieber | Победа    | [ 52 ]        |
| Billboard Latin Music Awards          | 26 апреля 2018  | Digital Song of the Year                 | Luis Fonsi & Daddy Yankee при участии Justin Bieber | Победа    | [ 52 ]        |
| Billboard Latin Music Awards          | 26 апреля 2018  | Streaming Song of the Year               | Luis Fonsi & Daddy Yankee при участии Justin Bieber | Победа    | [ 52 ]        |
| Billboard Latin Music Awards          | 26 апреля 2018  | Latin Pop Song of the Year               | Luis Fonsi & Daddy Yankee при участии Justin Bieber | Победа    | [ 52 ]        |
| Grammy Awards                         | 28 января 2018  | Record of the Year                       | Luis Fonsi и Daddy Yankee при участии Джастин Бибер Josh Gudwin, Mauricio Rengifo и Andrés Torres, продюсеры; Josh Gudwin и Jaycen Joshua, звукоинженеры mixers; Dave Kutch, мастеринг-инженеры | Номинация | [ 53 ]        |
| Grammy Awards                         | 28 января 2018  | Song of the Year                         | Джастин Бибер, Erika Ender, Luis Fonsi, Marty James Garton, Poo Bear и Daddy Yankee | Номинация | [ 53 ]        |
| Grammy Awards                         | 28 января 2018  | Best Pop Duo/Group Performance           | Luis Fonsi и Daddy Yankee при участии Джастин Бибер | Номинация | [ 53 ]        |
| La Musa Awards                        | 19 октября 2017 | Song of the Year                         | Luis Fonsi Erika Ender | Победа    | [ 54 ]        |
| Latin American Music Awards           | 26 октября 2017 | Song of the Year                         | Luis Fonsi Daddy Yankee Джастин Бибер | Номинация | [ 49 ] [ 55 ] |
| Latin American Music Awards           | 26 октября 2017 | Favorite Pop/Rock Song                   | Luis Fonsi Daddy Yankee Джастин Бибер | Номинация | [ 49 ] [ 55 ] |
| Latin American Music Awards           | 26 октября 2017 | Favorite Collaboration                   | Luis Fonsi Daddy Yankee Джастин Бибер | Номинация | [ 49 ] [ 55 ] |
| Latin Grammy Awards                   | 16 ноября 2017  | Record of the Year                       | Luis Fonsi Daddy Yankee Mauricio Rengifo Andrés Torres Gaby Music Luis Saldarriaga Jaycen Joshua Dave Kutch                                                                                     | Победа    | [ 56 ]        |
| Latin Grammy Awards                   | 16 ноября 2017  | Song of the Year                         | Luis Fonsi Daddy Yankee Erika Ender | Победа    | [ 56 ]        |
| Latin Grammy Awards                   | 16 ноября 2017  | Best Urban Fusion/Performance            | Luis Fonsi Daddy Yankee Джастин Бибер | Победа    | [ 56 ]        |
| Latin Grammy Awards                   | 16 ноября 2017  | Best Short Form Music Video              | Luis Fonsi Daddy Yankee Carlos Pérez | Победа    | [ 56 ]        |
| MTV Europe Music Awards               | 12 ноября 2017  | Best Song                                | Luis Fonsi Daddy Yankee Джастин Бибер | Номинация | [ 57 ]        |
| MTV Millennial Awards                 | 3 июня 2017     | Collaboration of the Year                | Luis Fonsi Daddy Yankee | Номинация | [ 58 ] [ 59 ] |
| MTV Millennial Awards                 | 3 июня 2017     | Best Party Anthem                        | Luis Fonsi Daddy Yankee | Победа    | [ 58 ] [ 59 ] |
| MTV Video Music Awards                | 27 августа 2017 | Song of the Summer                       | Luis Fonsi Daddy Yankee Джастин Бибер | Номинация | [ 48 ]        |
| Premios Juventud                      | 6 июля 2017     | Perfect Combination                      | Luis Fonsi Daddy Yankee | Победа    | [ 46 ]        |
| Premios Juventud                      | 6 июля 2017     | Best Song for Singing                    | Luis Fonsi Daddy Yankee | Победа    | [ 46 ]        |
| Premios Tu Mundo                      | 24 августа 2017 | Party-Starter Song                       | Luis Fonsi Daddy Yankee | Номинация | [ 60 ]        |
| Teen Choice Awards                    | 13 августа 2017 | Choice Song — Male Artist                | Luis Fonsi Daddy Yankee Джастин Бибер | Номинация | [ 47 ]        |
| Teen Choice Awards                    | 13 августа 2017 | Choice Latin Song                        | Luis Fonsi Daddy Yankee Джастин Бибер | Победа    | [ 47 ]        |
| Teen Choice Awards                    | 13 августа 2017 | Choice Summer Song                       | Luis Fonsi Daddy Yankee Джастин Бибер | Победа    | [ 47 ]        |

## Музыкальное видео
Видео вышло 12 января 2017 года, набрав более 5 миллионов просмотров за первые 24 часа, побив рекорд предыдущего хита Джея Бальвина на сингл «Bobo» среди всех испаноязычных клипов на Vevo. Он был снят в декабре 2016 года в окрестностях Ла-Перле и в популярном баре «La Factoría» в Сан-Хуане (столица Пуэрто-Рико), в качестве режиссёра выступил Карлос Перес. Перес ранее уже работал над клипом Луиса Фонси «Corazón en la Gaveta» (2014) и над клипами «Gangsta Zone» (2006, вместе с Snoop Dogg), «Descontrol» (2010), «Ven Conmigo» (2011, вместе с Prince Royce) и «Moviendo Caderas» (2014, вместе с Yandel) Дэдди Янки. В видео снималась Мисс Вселенная 2006 пуэрто-риканская модель и актриса Сулейка Ривера.
Спустя 97 дней клип был просмотрен более одного миллиарда раз, что стало вторым видео по скорости достижения после клипа Адели «Hello». Два миллиарда просмотров видео набрало за 154 дня после релиза, что также побило рекорд Джастина Бибера, для «Sorry» которого потребовалось 394 дня. К 28 июлю 2017 года видеоклип просмотрели более 2,9 миллиардов раз, и он стал самым просматриваемым видео на YouTube. 4 августа 2017 года видео стало первым на видеохостинге, которому удалось преодолеть отметку в три миллиарда просмотров, а 11 октября 2017 года стало первым клипом, достигшим показателя в 4 млрд просмотров. 5 апреля 2018 года видеоклип вновь побил свой рекорд отметкой 5 миллиардов просмотров.
Он также вышел в лидеры среди всех видеоклипов YouTube по наибольшему числу лайков с результатом в 27 миллионов на 30 апреля 2018 года.
Музыкальное видео было номинировано на несколько премий, включая 18-ю Латинскую Грэмми в категории Best Short Form Music Video и 45-ю American Music Awards в категории Video of the Year.

## Другие ремиксы и кавер-версии
Первые два официальных ремикса песни «Despacito» вышли 17 марта 2017: сольная поп-версия от самого Фонси и сальса-версия при участии пуэрто-рикансокого музыканта Victor Manuelle. 5 мая 2017 года вышли два других ремикса: электроник-версия, спродюсированная американским трио Major Lazer и колумбийским диджеем DJ MOSKA и урбан-версия, ремиксованная колумбийским продюсером Sky. Версия на португальском языке при участии бразильского певца Israel Novaes и без Daddy Yankee вышла 14 июля 2017 года. Эта версия была написана Erika Ender.
1 сентября 2017 года на канале Youtube вышла версия дуэта арфисток близнецов Камиллы и Кеннерли Китт, известных как дуэт Harp Twins:
- «Despacito» (Harp Twins) Camille and Kennerly.

### В политике
Песня с изменённым текстом неоднократно использовалась в политических целях. В Аргентине эта мелодия использовалась различными политиками в их телевизионных рекламных роликах о промежуточных выборах 2017 года, группой учёных в знак протеста против президента Маурисио Макри и феминистками в качестве инициативы, побуждающей людей сосредоточиться на проблеме насилия в отношении женщин. Президент Венесуэлы Николас Мадуро использовал его, чтобы призвать к голосованию на спорных выборах в Конституционное собрание 2017 года. Луис Фонси, Дэдди Янки и Эрика Эндер выразили своё недовольство несанкционированным использованием песни в политических целях в Венесуэле, критикуя использование правительством Мадуро их песни в качестве пропаганды. 16 августа 2017 года английский телеведущий Джеймс Корден сделал ремикс на песню, чтобы прокомментировать американского президента Дональда Трампа во время своего ток-шоу «Позднее позднее шоу с Джеймсом Корденом». 15 сентября 2020 года кандидат в президенты от Демократической партии Джо Байден исполнил несколько тактов из песни на мероприятии кампании, где хедлайнером был Луис Фонси. В ответ ему президент Трамп разместил в Твиттере отредактированное видео, на котором Байден вместо этого играет песню «Fuck tha Police» («К чёрту полицию») группы N.W.A.

## Форматы и список композиций
| - Digital download 1. «Despacito» (при участии Daddy Yankee) — 3:47 - Digital download (поп-версия) 1. «Despacito» — 3:48 - Digital download (сальса-версия) 1. «Despacito» (при участии Victor Manuelle) — 3:25 - Digital download (ремикс) 1. «Despacito» (с Daddy Yankee при участии Justin Bieber) — 3:48 - Digital download (Major Lazer & MOSKA Remix) 1. «Despacito» (с Daddy Yankee) — 3:09 - Digital download (урбан-версия) 1. «Despacito» (с Daddy Yankee) — 3:42 | - CD single 1. «Despacito» (при участии Daddy Yankee) — 3:47 2. «Despacito» (поп-версия) — 3:48 |

## Участники записи
| Оригинальная версия Tidal. - Erika Ender — автор - Luis Fonsi — автор, вокал - Christian Nieves — пуэрто-риканская гитара-лютня - Mauricio Rengifo — продюсер - Andrés Torres — продюсер - Daddy Yankee — автор, вокал | Ремиксовая версия с Джастином Бибером Tidal. (персонал из оригинальной версии остался прежним). - Джастин Бибер — вокал и соавтор ремиксовой версии на английском языке - Josh Gudwin — продюсер, звукоинженер, ремиксер - Marty James — автор - Джейсон Бойд — автор - Jaycen Joshua — микширование - Chris «Tek» O’Ryan — звукоинженер - Juan Felipe Samper — мастер по вокалу (помогал Биберу освоить исполнение на испанском языке) |

## Чарты
| Чарт (2017)                               | Высшая позиция |
| ----------------------------------------- | -------------- |
| Аргентина (Monitor Latino)                | 1              |
| Австралия (ARIA)                          | 1              |
| Австрия (Ö3 Austria Top 40)               | 1              |
| Бельгия/Фландрия (Ultratop 50)            | 1              |
| Бельгия/Валлония (Ultratop 50)            | 1              |
| Канада (Billboard Canadian Hot 100)       | 1              |
| Чили (Monitor Latino)                     | 1              |
| Колумбия (National-Report)                | 1              |
| Хорватия (HRT)                            | 1              |
| СНГ (TopHit Airplay)                      | 1              |
| Чехия (Rádio — Top 100)                   | 2              |
| Чехия (Singles Digitál Top 100)           | 1              |
| Дания (Tracklisten)                       | 1              |
| Доминиканская Республика (Monitor Latino) | 2              |
| Эквадор (Monitor Latino)                  | 1              |
| Европа (Digital Songs, Billboard)         | 1              |
| Финляндия (Suomen virallinen lista)       | 1              |
| Франция (SNEP)                            | 1              |
| Германия (GfK)                            | 1              |
| Германия (Airplay Chart)                  | 1              |
| Греция (Digital Songs, (Billboard)        | 1              |
| Гватемала (Monitor Latino)                | 1              |
| Венгрия (Dance Top 40)                    | 2              |
| Венгрия (Rádiós Top 40)                   | 1              |
| Венгрия (Single Top 40)                   | 1              |
| Венгрия (Stream Top 40)                   | 1              |
| Исландия (RÚV)                            | 9              |
| Ирландия (IRMA)                           | 1              |
| Израиль (Media Forest)                    | 1              |
| Италия (FIMI)                             | 1              |
| Япония (Japan Hot 100)                    | 96             |
| Латвия (Latvijas Top 40)                  | 4              |
| Ливан (Lebanese Top 20)                   | 1              |
| Люксембург (Digital Songs, Billboard) ·   | 1              |
| Малайзия (RIM) ·                          | 1              |
| Мексика (AMPROFON)                        | 1              |
| Мексика (Airplay, Billboard)              | 1              |
| Нидерланды (Dutch Top 40)                 | 1              |
| Нидерланды (Single Top 100)               | 1              |
| Норвегия (VG-lista)                       | 1              |
| Панама (Monitor Latino)                   | 1              |
| Парагвай (Monitor Latino)                 | 1              |
| Перу (Monitor Latino)                     | 1              |
| Филиппины (Philippine Hot 100)            | 1              |
| Польша (Polish Airplay Top 100)           | 1              |
| Польша (Dance Top 50)                     | 1              |
| Португалия (AFP)                          | 1              |
| Румыния (Radio Airplay, Media Forest)     | 3              |
| Россия (Airplay, Tophit)                  | 1              |
| Россия (Airplay & Streaming, Tophit)      | 1              |
| Шотландия (OCC Scotland)                  | 1              |
| Словакия (Rádio — Top 100)                | 1              |
| Словакия (Singles Digitál Top 100)        | 1              |
| Словения (SloTop50)                       | 1              |
| Испания (PROMUSICAE)                      | 1              |
| Швеция (Sverigetopplistan)                | 1              |
| Швейцария (Schweizer Hitparade)           | 1              |
| Великобритания (OCC UK Singles)           | 1              |
| Украина (Tophit)                          | 2              |
| Уругвай (Monitor Latino)                  | 1              |
| США (Billboard Hot 100)                   | 1              |
| США (Billboard Hot Latin Songs)           | 1              |
| Венесуэла (Record Report)                 | 1              |

| Чарт (2017)                               | Позиция |
| ----------------------------------------- | ------- |
| Аргентина (CAPIF)                         | 1       |
| Аргентина (Monitor Latino)                | 1       |
| Австралия (ARIA)                          | 2       |
| Австрия (Ö3 Austria Top 40)               | 1       |
| Бельгия (Ultratop Flanders)               | 2       |
| Бельгия (Ultratop Wallonia)               | 2       |
| Боливия (Monitor Latino)                  | 1       |
| Канада (Canadian Hot 100)                 | 2       |
| Чили (Monitor Latino)                     | 1       |
| Колумбия (Monitor Latino)                 | 1       |
| Дания (Tracklisten)                       | 2       |
| Доминиканская Республика (Monitor Latino) | 2       |
| Эквадор (Monitor Latino)                  | 1       |
| Сальвадор (Monitor Latino)                | 11      |
| Германия (Official German Charts)         | 2       |
| Гватемала (Monitor Latino)                | 1       |
| Гондурас (Monitor Latino)                 | 31      |
| Венгрия (Rádiós Top 40)                   | 9       |
| Венгрия (Single Top 40)                   | 2       |
| Венгрия (Stream Top 40)                   | 2       |
| Израиль (Media Forest)                    | 2       |
| Италия (FIMI)                             | 1       |
| Мексика (Monitor Latino)                  | 1       |
| Нидерланды (Single Top 100)               | 2       |
| Никарагуа (Monitor Latino)                | 30      |
| Панама (Monitor Latino)                   | 1       |
| Парагвай (Monitor Latino)                 | 1       |
| Перу (Monitor Latino)                     | 1       |
| Польша (ZPAV)                             | 8       |
| Россия (Tophit)                           | 3       |
| Словения (SloTop50)                       | 10      |
| Испания (PROMUSICAE)                      | 1       |
| Швеция (Sverigetopplistan)                | 2       |
| Швейцария (Schweizer Hitparade)           | 2       |
| Великобритания (UK Singles)               | 2       |
| Уругвай (Monitor Latino)                  | 1       |
| США (Billboard Hot 100)                   | 2       |
| США (Hot Latin Songs, Billboard)          | 1       |
| Венесуэла (Monitor Latino)                | 1       |

| Чарт (2010—2019)                         | Позиция |
| ---------------------------------------- | ------- |
| Австралия (ARIA)                         | 29      |
| Германия (Official German Charts)        | 2       |
| Великобритания (Official Charts Company) | 4       |
| США, Billboard Hot 100                   | 9       |
| США, Hot Latin Songs (Billboard)         | 1       |

| Чарт (2017)                           | Позиция |
| ------------------------------------- | ------- |
| Brazil Hot 100 Airplay (Billboard)    | 23      |
| New Zealand (Recorded Music NZ)       | 2       |
| Norway (VG Lista)                     | 1       |
| South Korea International (Gaon)      | 30      |
| US Adult Top 40 (Billboard)           | 33      |
| US Dance/Mix Show Airplay (Billboard) | 4       |
| US Mainstream Top 40 (Billboard)      | 7       |

## Сертификации
| Регион | Сертификация           | Продажи   |
| --- | ---------------------- | --------- |
| Аргентина (CAPIF) | 2× Платиновый          | 40 000*   |
| Австрия (IFPI Austria) | 2× Платиновый          | 60 000    |
| Бельгия (BEA) | 5× Платиновый          | 100 000   |
| Бразилия (ABPD) | Платиновый             | 60 000    |
| Франция (SNEP) | Бриллиантовый          | 233 333   |
| Германия (BVMI) | 9× Золотой             | 1 800 000 |
| Италия (FIMI) | Бриллиантовый          | 500 000   |
| Норвегия (IFPI Norway) | 4× Платиновый          | 240 000   |
| Польша (ZPAV) | 2× Бриллиантовый       | 200 000   |
| Португалия (AFP) | 5× Платиновый          | 50 000    |
| Испания (PROMUSICAE) | 13× Платиновый         | 520 000   |
| Швейцария (IFPI Switzerland) | Платиновый             | 20 000    |
| США (RIAA) | 55× Платиновый (Latin) | 3 300 000 |
| * Данные о продажах приведены только на основе сертификации. · Данные о продажах + прослушиваниях приведены только на основе сертификации. |                        |           |

| Регион | Сертификация                           | Продажи     |
| --- | -------------------------------------- | ----------- |
| Австралия (ARIA) | 11× Платиновый                         | 770 000     |
| Бразилия (ABPD) | Платиновый                             | 60 000      |
| Канада (Music Canada) | Бриллиантовый                          | 800 000     |
| Дания (IFPI Danmark) | 6× Платиновый                          | 540 000     |
| Германия (BVMI) | Золотой                                | 200 000     |
| Мексика (AMPROFON) | 5× Бриллиантовый+4× Платиновый+Золотой | 1 770 000   |
| Новая Зеландия (RMNZ) | 3× Платиновый                          | 90 000      |
| Норвегия (IFPI Norway) | 8× Платиновый                          | 480 000     |
| Испания (PROMUSICAE) | 12× Платиновый                         | 480 000     |
| Великобритания (BPI) | 6× Платиновый                          | 3 600 000   |
| США (RIAA) | 13× Платиновый                         | 13 000 000  |
| Стриминг |                                        |             |
| Япония (RIAJ) | Золотой                                | 50 000 000  |
| Швеция (GLF) | 13× Платиновый                         | 104 000 000 |
| Данные о продажах + прослушиваниях приведены только на основе сертификации. · Данные только о прослушиваниях приведены на основе сертификации. |                                        |             |

## История выхода
| Регион | Дата           | Формат                 | Версия                      | Лейбл                                            | Ссылка          |
| ------ | -------------- | ---------------------- | --------------------------- | ------------------------------------------------ | --------------- |
| США    | 13 января 2017 | Цифровое скачивание    | Оригинал                    | Universal Latin                                  | [ 7 ]           |
| Италия | 3 февраля 2017 | Contemporary hit radio | Оригинал                    | Universal Latin                                  | [ 232 ]         |
| США    | 17 марта 2017  | Цифровое скачивание    | Поп-версия                  | Universal Latin                                  | [ 83 ]          |
| США    | 17 марта 2017  | Цифровое скачивание    | Версия Salsa                | Universal Latin                                  | [ 84 ]          |
| Европа | 31 марта 2017  | CD single              | Оригинальная и поп-версия   | Universal Latin                                  | [ 8 ]           |
| США    | 17 апреля 2017 | Цифровое скачивание    | Ремикс с Джастиным Бибером  | Universal Latin Republic Def Jam RBMG School Boy | [ 85 ]          |
| Европа | 17 апреля 2017 | Цифровое скачивание    | Ремикс с Джастиным Бибером  | Universal Latin Republic Def Jam RBMG School Boy | [ 233 ]         |
| Италия | 21 апреля 2017 | Contemporary hit radio | Ремикс с Джастиным Бибером  | Universal Latin Republic Def Jam RBMG School Boy | [ 234 ] [ 235 ] |
| США    | 5 мая 2017     | Цифровое скачивание    | Ремиксы Major Lazer и MOSKA | Universal Latin                                  | [ 86 ]          |
| США    | 5 мая 2017     | Цифровое скачивание    | Версия Urban                | Universal Latin                                  | [ 87 ]          |
| США    | 14 июля 2017   | Цифровое скачивание    | Португальская версия        | Universal Latin                                  | [ 236 ]         |